# Mbaye Diagne
Mbaye Diagne (Senegal, 18 de marzo de 1958-Kigali, 31 de mayo de 1994) fue un oficial del Ejército de Senegal y observador militar de las Naciones Unidas, presente durante el Genocidio de Ruanda. Se le atribuye el haber salvado a numerosas personas durante esa etapa de la historia reciente de Ruanda, llevando a cabo múltiples misiones de rescate en las que puso en riesgo su propia vida.

## Carrera
Mbaye creció en una familia de nueve hijos residente en las cercanías de Dakar, siendo el primero de los hermanos en recibir educación superior. Después de su graduación en la Universidad de Dakar, Mbaye Diagne se incorporó al Ejército de Senegal ingresando en la escala de oficiales. En 1993 fue enviado a la Misión de Asistencia de las Naciones Unidas para Ruanda (UNAMIR) en calidad de observador militar para verificar la implementación de los Acuerdos de Arusha.  Su base estuvo situada en el Hôtel des Mille Collines, un hotel de lujo en Kigali habilitado para la misión de observadores.

## Papel durante el Genocidio de Ruanda
El asesinato del presidente de Ruanda, Juvénal Habyarimana, la tarde del 6 de abril de 1994 dio inicio al Genocidio de Ruanda. Extremistas de la etnia hutu, que se oponían a las negociaciones con el Frente Patriótico Ruandés tutsi, comenzaron a ejecutar un plan para el asesinato de destacados políticos. A la muerte del presidente, le siguió el asesinato de la primera ministra Agathe Uwilingiyimana y su esposo a manos de fuerzas de la Guardia Presidencial. Los cascos azules belgas responsables de su protección resultaron también muertos en el magnicidio. Más tarde ese mismo día, Mbaye Diagne escuchó los primeros rumores que alertaban del asesinato de Uwilingiyimana en boca de personas que llegaban al Hôtel des Mille Collines huyendo de la violencia. Desarmado, Mbaye Diagne se dirigió a investigar los hechos y se encontró con los cuatro hijos de Uwilingiyimana, escondidos en un edificio utilizado por el Programa de las Naciones Unidas para el Desarrollo. Permanecieron a la espera hasta que el comandante de la UNAMIR, Roméo Dallaire, pudo contactar con ellos de manera fortuita mientras también investigaba la muerte de la primera ministra. Roméo Dallaire le pidió que siguiera aguardando hasta la llegada de vehículos blindados de la UNAMIR que debían rescatar a los niños y al personal de las Naciones Unidas que también permanecía en el edificio. Sin embargo esos vehículos nunca aparecieron, por lo que Mbaye Diagne tomó la decisión de llevar a los niños al hotel en la parte de atrás de su vehículo, escondidos debajo de unas sábanas para sortear los controles de fuerzas hutus.
A pesar de que las reglas de enfrentamiento de las Naciones Unidas prohibían a los observadores militares realizar misiones para salvar vidas civiles, pronto se hizo evidente entre las fuerzas de la UNMIR que Mbaye Diagne continuaba realizando este tipo de misiones. El jefe de las operaciones humanitarias en Ruanda dio una explicación sobre porqué el capitán Diagne no fue reprendido por sus acciones: "aquí hay alguien que ha cruzado una línea y [el general] no va a castigarlo porque lo que está haciendo es lo correcto". El número de vidas civiles cuya salvación se atribuyen a las misiones llevadas a cabo por Mbaye Diagne varían desde "varias docenas" a "centenares". Para conseguir atravesar los numerosos controles de fuerzas hutus dirigidas a capturar y asesinar a tutsis y hutus moderados, Diagne solo podía transportar a un máximo de cinco personas en cada viaje. En sus misiones de rescate se valió además de los contactos que mantenía entre los militares y las milicias, de su capacidad para apaciguar situaciones de mucha tensión y en alguna ocasión de pequeños sobornos con dinero, tabaco e incluso alcohol; a pesar de su práctica del Islam.

### Muerte
El 31 de mayo de 1994, el capitán Mbaye Diagne regresaba solo al cuartel de las Naciones Unidas en Kigali con un mensaje de Augustin Bizimungu para el comandante Dallaire cuando un obús de mortero impactó detrás de su jeep. La metralla atravesó la ventana trasera del vehículo, alcanzando a Diagne en el cráneo y produciendo su muerte instantánea. El mortero fue disparado por fuerzas del Frente Patriótico de Ruanda emplazadas en un control de las Fuerzas Armadas Ruandesas.
El cuartel general de la UNAMIR guardó un minuto de silencio en su honor y el 1 de junio llevó a cabo un pequeño desfile en el aeropuerto de Kigali.

## Legado
Mbaye Diagne fue enterrado en Senagal recibiendo altos honores militares. Fue condecorado Caballero de la Orden Nacional del León. En el momento de su muerte estaba casado, dejando viuda y dos hijos.
Durante su estancia en Ruanda, Diagne rodó un video amateur sobre las fuerzas de paz de las Naciones Unidas desplegadas en Ruanda durante el genocidio, el cual constituye uno de los pocos registros gráficos existentes sobre aquel episodio. La grabación fue utilizada en 2004 por el programa de documentales Frontline de la cadena de televisión estadounidense PBS, en un documental titulado Ghosts of Rwanda (Fantasmas de Ruanda).
El 8 de mayo de 2014 a iniciativa de la representación de Jordania, el Consejo de Seguridad de la ONU crea con unanimidad de sus miembros, la "Medalla Capitán Mbaye Diague al Valor Excepcional".